# Jembropsis nitobei
Jembropsis nitobei är en insektsart som beskrevs av Matsumura 1940. Jembropsis nitobei ingår i släktet Jembropsis och familjen spottstritar. Inga underarter finns listade i Catalogue of Life.